# Åge Ellingsen
Åge Ellingsen, född 5 november 1962 i Oslo, är en norsk före detta ishockeyspelare. 
Ellingsen, med smeknamnet "Älgen" spelade nio säsonger med Storhamar Dragons i Norge från 1983 till 1994. Under säsongen 1987/1988 spelade han för IF Björklöven i den svenska Elitserien, tillsammans med den tidigare Storhamarkollegan Erik Kristiansen där de kom på andraplats i Elitserien efter en finalförlust mot Färjestads BK.
Hans moderklubb var Osloklubben Forward. Han spelade även en säsong med Stjernen Hockey och avslutade sin karriär i Lillehammer IK.
Ellingsen lockade ett visst intresse från Edmonton Oilers i NHL och draftades i den 8:e rundan (168:e totalt) i NHL Entry Draft 1987, men lyckades inte få ett kontrakt med klubben. Mellan 1987 och 1992 spelade Ellingsen 67 matcher för Norges ishockeylandslag.
Idag är Ellingsen tränare på Norges Toppidrettsgymnas i Lillehammer och även expertkommentator för bland annat NRK.